# Pseudotrachydium depressum
Pseudotrachydium depressum är en flockblommig växtart som först beskrevs av Pierre Edmond Boissier, och fick sitt nu gällande namn av Pimenov och Kljuykov. Pseudotrachydium depressum ingår i släktet Pseudotrachydium och familjen flockblommiga växter. Inga underarter finns listade i Catalogue of Life.